# Jan Jongbloed
 (janvier 2024).
Si vous disposez d'ouvrages ou d'articles de référence ou si vous connaissez des sites web de qualité traitant du thème abordé ici, merci de compléter l'article en donnant les références utiles à sa vérifiabilité et en les liant à la section « Notes et références ».
Jan Jongbloed, né le 25 novembre 1940 à Amsterdam et mort le 31 août 2023, est un footballeur néerlandais au poste de gardien de but.

## Biographie
Il joue 24 fois avec les Oranjes.
Il dispute et perd deux finales de coupes du monde en 1974 et 1978. Il portait le numéro 8, inhabituel pour un gardien. Il dispute la première  finale sans gants (« sinon tu ne peux pas ressentir la balle » disait-il). Il est reconnaissable à ses tics faciaux, sans conséquences sur son efficacité.  
Il est sélectionné une première fois en 1962 pour quelques minutes. Il est rappelé douze ans plus tard, à 33 ans, pour la Coupe du Monde 1974. Le gardien de l'époque, Jan Van Beveren, du PSV Eindhoven, est en conflit avec Johan Cruyff et ses proches, influents en sélection. En 1976, il laisse sa place à Piet Schrivers pour la phase finale de l'Euro (deux matchs seulement). Il est titulaire pour le mondial 1978. Après le premier tour, il perd sa place au profit de Schrivers. Lors du match contre l'Ialie, dernier match de la deuxième phase, Schrivers se blesse et Jan Jongbloed rentre en jeu. Il joue la finale 1978 contre l'Argentine à 37 ans et sept mois.     
Son image reste marquée par la finale 1974 : il reste passif sur les deux but allemands. Sur le penalty de Breitner, il ne plonge pas. Sur le but de Gerd Muller, il reste figé face à la frappe à ras de terre et en douceur de l'avant-centre allemand. Une deuxième vision du match montre qu'il fait deux arrêts : sur une frappe de Berti Vogts et sur un coup franc en finesse de Beckenbauer. En poule, il réussit un arrêt face à la Suède.      
Il joue souvent très avancé, sortant de sa surface pour relancer au pied les ballons en profondeur de l'adversaire. En finale 1974, on le voit aussi renvoyer... de la tête un long dégagement de son vis-à-vis Sepp Maier.       
Dans la finale 1978, il apparaît passif sur les trois buts argentins : sur le premier, le ballon lui passe sous le corps (tir de Kempes) ; sur le second, sa sortie manque d'autorité (Kempes) ; sur le troisième, son placement est incompréhensible (Bertoni).       
En club, il défend les couleurs de DWS Amsterdam (devenu FC Amsterdam), Roda JC et Go Ahead Eagles. Il arrête sa carrière à 45 ans, après une attaque cardiaque pendant un match contre Haarlem. Il totalise 717 matchs joués en Eredivisie (première division néerlandaise), toujours le record absolu. En 1984, il perd son fils Eric, lui aussi gardien de but, foudroyé en plein match. 
Il meurt le 31 août 2023.

## Palmarès
- 24 sélections et 17 buts encaissés avec l'équipe des Pays-Bas entre 1962 et 1978.